# Landigou
Landigou és un municipi francès situat al departament de l'Orne i a la regió de Normandia. L'any 2007 tenia 485 habitants.

## Demografia

### Població
El 2007 la població de fet de Landigou era de 485 persones. Hi havia 178 famílies de les quals 36 eren unipersonals (24 homes vivint sols i 12 dones vivint soles), 51 parelles sense fills, 83 parelles amb fills i 8 famílies monoparentals amb fills.
La població ha evolucionat segons el següent gràfic:
Habitants censats

### Habitatges
El 2007 hi havia 195 habitatges, 177 eren l'habitatge principal de la família, 6 eren segones residències i 12 estaven desocupats. 192 eren cases i 3 eren apartaments. Dels 177 habitatges principals, 151 estaven ocupats pels seus propietaris, 24 estaven llogats i ocupats pels llogaters i 2 estaven cedits a títol gratuït; 8 tenien dues cambres, 19 en tenien tres, 57 en tenien quatre i 93 en tenien cinc o més. 136 habitatges disposaven pel capbaix d'una plaça de pàrquing. A 60 habitatges hi havia un automòbil i a 108 n'hi havia dos o més.

### Piràmide de població
La piràmide de població per edats i sexe el 2009 era:
| Homes | Edats   | Dones |
| ----- | ------- | ----- |
| 0     | 95 o +  | 0     |
| 0     | 90 a 94 | 0     |
| 0     | 85 a 89 | 0     |
| 0     | 80 a 84 | 0     |
| 8     | 75 a 79 | 4     |
| 12    | 70 a 74 | 20    |
| 4     | 65 a 69 | 8     |
| 4     | 60 a 64 | 0     |
| 4     | 55 a 59 | 0     |
| 28    | 50 a 54 | 20    |
| 8     | 45 a 49 | 20    |
| 24    | 40 a 44 | 12    |
| 24    | 35 a 39 | 20    |
| 8     | 30 a 34 | 20    |
| 8     | 25 a 29 | 12    |
| 12    | 20 a 24 | 12    |
| 12    | 15 a 19 | 12    |
| 24    | 10 a 14 | 20    |
| 20    | 5 a 9   | 4     |
| 12    | 0 a 4   | 8     |

## Economia
El 2007 la població en edat de treballar era de 326 persones, 245 eren actives i 81 eren inactives. De les 245 persones actives 224 estaven ocupades (120 homes i 104 dones) i 21 estaven aturades (6 homes i 15 dones). De les 81 persones inactives 35 estaven jubilades, 23 estaven estudiant i 23 estaven classificades com a «altres inactius».

### Ingressos
El 2009 a Landigou hi havia 178 unitats fiscals que integraven 509 persones, la mediana anual d'ingressos fiscals per persona era de 17.134 €.

### Activitats econòmiques
Dels 10 establiments que hi havia el 2007, 1 era d'una empresa alimentària, 3 d'empreses de construcció, 4 d'empreses de comerç i reparació d'automòbils, 1 d'una empresa d'hostatgeria i restauració i 1 d'una empresa classificada com a «altres activitats de serveis».
Dels 3 establiments de servei als particulars que hi havia el 2009, 1 era un paleta, 1 guixaire pintor i 1 fusteria.
Dels 2 establiments comercials que hi havia el 2009, 1 era un supermercat i 1 una fleca.
L'any 2000 a Landigou hi havia 16 explotacions agrícoles que ocupaven un total de 600 hectàrees.

## Equipaments sanitaris i escolars
El 2009 hi havia una escola elemental integrada dins d'un grup escolar amb les comunes properes formant una escola dispersa.

## Poblacions més properes
El següent diagrama mostra les poblacions més properes.